# María Luisa Balaguer Callejón
María Luisa Balaguer Callejón (Almería, 1953) es una jurista y escritora española, y catedrática de Derecho Constitucional, profesora de Derecho y Periodismo en la Universidad de Málaga y experta en igualdad. Ha ocupado diversos cargos de relevancia en Andalucía. Desde marzo de 2017 es magistrada del Tribunal Constitucional de Españaa propuesta del PSOE.

## Biografía
Se licenció en Derecho por la Universidad de Granada en 1976 y se doctoró en octubre de 1984 (tesis:Ideología y medios de comunicación :el caso de TVE). Ejerció de abogada adscrita al Ilustre colegio de abogados de Málaga de 1977 a 2003. En 1980 inició su etapa como docente universitaria en las facultades de Derecho y Periodismo de la Universidad de Málaga. En 2003 se convirtió en la primera catedrática de Derecho Constitucional de Andalucía, estuvo adscrita al Departamento de Derecho del Estado y Sociología de la Universidad de Málaga.
Ha dirigido la revista Artículo 14, una perspectiva de género editada por el Instituto Andaluz de la Mujer (IAM). También ha dirigido dos congresos de Derecho Constitucional organizados por el Parlamento de Andalucía en los años 2002 y 2003.
Formó parte del comité de ética de la Consejería de Salud, del Observatorio de Publicidad del Instituto Andaluz de la Mujer y del consejo asesor para la modernización del Estado de las Autonomías de la Junta de Andalucía.
Fue consejera electiva del Consejo de Consultores de Andalucía (2005-2017).
En 2017 fue nombrada magistrada del Tribunal Constitucional de España por designación del Senado. El día 14 de marzo tomó posesión del cargo. En 2021 defendió que decretar el confinamiento domiciliario para combatir la pandemia de COVID19 a través del estado de alarma fue el supuesto adecuado porque está pensado para pandemias, dentro de los tres previstos en la Constitución Española (CE). Igualmente planteó la conveniencia de actualizar la CE, puesto que es muy moderna pero anterior a la entrada del país en Europa y requiere de reformas, que sí son habituales en otros estados europeos.

## Publicaciones
- La mujer y los medios de comunicación. Málaga: Arguval, 1985.
- Ideología y medios de comunicación: la publicidad y los niños. Málaga: Diputación Provincial de Málaga, 1987.
- La interpretación de la Constitución por la jurisdicción ordinaria. Civitas, 1990. ISBN 84-7398-781-0.
- El derecho fundamental al honor. Editorial Tecnos, 1992. ISBN 84-309-2135-4.
- Interpretación de la Constitución y ordenamiento jurídico. 1997. ISBN 84-309-3058-2.
- Derecho Constitucional. Autors: Balaguer, Francisco;  Rodríguez, Ángel; Cámara, Gregorio; Cano, Juan Bautista; López, Juan Fernando. Tecnos, 1999. ISBN 84-309-3454-5.
- Colección Hypatia nº 3. Instituto Andaluz de la Mujer, 1999. ISBN 84-7921-073-7.
- Colección Hypatia nº 3. Instituto Andaluz de la Mujer, 2001. ISBN 84-7921-085-0.
- El recurso de inconstitucionalidad. Centro de Estudios Políticas y Constitucionales, 2001. ISBN 84-259-1142-7.
- Pensadoras del siglo XX. Instituto Andaluz de la Mujer, 2001. ISBN 84-7921-079-6.
- XXV Aniversario de la Constitución Española: propuestas de reformas. Diputació Provincial de Màlaga, 2004. ISBN 84-7785-601-X.
- Organización territorial de la Comunidad Autónoma de Andalucía. El gobierno local y sus perspectivas. Comares, 2005. ISBN 84-309-4340-4.
- Mujer y Constitución: la construcción jurídica del género. 2005. ISBN 84-37622-44-1.
- Legislación sobre igualdad de género. Tecnos, 2007. ISBN 978-84-309-4659-4.
- Igualdad y Constitución española. 2010. ISBN 978-84-309-5052-2.
- Introducción al Derecho Constitucional. Autors: Balaguer, Francisco; Cámara, Gregorio;  Montilla Martos, José Antonio. Tecnos, 2014. ISBN 978-84-309-6311-9.
- Que nadie muera sin amar el mar. Ensayo biográfico sobre Iris Zavala, prologado por Carmen Calvo Poyato, vicepresidenta del Gobierno de España.[13]
- Hij@s del mercado. La gestación subrogada en un Estado Social. Cátedra, 2017. ISBN 978-84-376-3733-4